# Hymenophyllum wrightii
Hymenophyllum wrightii là một loài thực vật có mạch trong họ Hymenophyllaceae. Loài này được Bosch miêu tả khoa học đầu tiên năm 1859.